# Кьюдуно
Кьюдуно (італ. Chiuduno) — муніципалітет в Італії, у регіоні Ломбардія,  провінція Бергамо.
Кьюдуно розташоване на відстані близько 470 км на північний захід від Рима, 60 км на схід від Мілана, 15 км на схід від Бергамо.
Населення — 5948 осіб (2014).
Щорічний фестиваль відбувається другої неділі жовтня , 15 серпня. Покровитель — San Lucio, Santa Maria Assunta.

## Демографія
Населення за роками:

Станом на 1 січня 2023 року в муніципалітеті офіційно проживало 885 іноземців з 38 країн, серед них 43 громадяни країн Євросоюзу та 36 громадян України.

## Сусідні муніципалітети
- Больгаре
- Кароббіо-дельї-Анджелі
- Грумелло-дель-Монте
- Тельгате